# Île Brier
Pour les articles homonymes, voir Brier (homonymie).
L’île Brier (en anglais : Brier Island) est une île dans la baie de Fundy, dans le comté de Digby (Nouvelle-Écosse), au Canada. Sa superficie est d'environ 16 km2.

## Géographie
Cette île basaltique constitue la pointe occidentale de la presqu'île de Nouvelle-Écosse et l’extrémité méridionale de la Montagne du Nord, à 500 m au-delà de l’Île Long (ces deux îles font partie de la péninsule de Digby). L’île de Brier est longue d'environ 7,5 km et large de 2,5 km, et possède 25 km de côtes. Le détroit la séparant de l'île Long s'appelle Grand Passage. Westport est l'unique village de l’île (218 habitants en 2016).
L’île constitue une étape importante pour les oiseaux migrateurs. Elle doit son nom à ses rosiers sauvages.

## Economie
L'économie locale est dominée par la pêche commerciale et le tourisme lié à l'observation des baleines. L'île est desservie par le ferry provincial de Freeport. Souvent noyée dans la brume, elle compte trois phares automatiques (un tout les 1500 m) et a été le théâtre de 57 naufrages attestés. La carcasse de l'épave de l’"Aurora" (échouée en 1908) a fourni la charpente historique du hall municipal de Westport.

## Résidents illustres
Le navigateur Joshua Slocum, le premier à faire le tour du monde en solitaire, y a passé son enfance. On peut visiter l’échoppe où il était garçon de magasin jusqu'à son exploit.